# Barbara De Rossi
Barbara De Rossi est une actrice italienne née le 9 août 1960 à Rome (Italie).

## Biographie
En 1989 elle joue dans le film L'Orchestre rouge au coté notamment de Claude Brasseur. 
En 2010 elle est candidate de la 6e saison de Ballando con le stelle. Elle termine à la troisième place, et c'est l'acteur américain Ronn Moss qui remporte la compétition.

## Filmographie
- 1978 : La Fille (Così come sei) : Ilaria Marengo
- 1980 : La cicala : Saveria, la figlia di Wilma
- 1982 : Storia d'amore e d'amicizia (TV) : Rina
- 1983 : Son contento
- 1983 : Le Lieutenant du diable (Der Leutnant und sein Richter) (TV) : Marianne Dorfrichter
- 1983 : Le Choix des seigneurs (I Paladini - storia d'armi e d'amori) : Bradamante
- 1984 : La Mafia (feuilleton TV) : Comtessa Raffaella Pecci Scialoia / Titti
- 1985 : Quo vadis ? (feuilleton TV) : Eunice
- 1985 : Mamma Ebe : Laura Bonetti
- 1985 : La Chute de Mussolini (Mussolini and I) (TV) : Clara Petacci
- 1985 : Juke box
- 1986 : Tre giorni ai tropici : Vanessa Valverde
- 1986 : Il Cugino americano : Louisa Masseria
- 1987 : Vado a riprendermi il gatto
- 1987 : Uomo contro uomo (TV)
- 1987 : Pehavý Max a strasidlá : Klára
- 1987 : Caramelle da uno sconosciuto : Lena
- 1987 : La Tante de Frankenstein ("Frankensteinova teta") (feuilleton TV) : Klara
- 1988 : L'Eterna giovinezza (TV)
- 1988 : Angela come te
- 1988 : Nosferatu à Venise (Nosferatu a Venezia) : Helietta Canins
- 1989 : Oggi ho vinto anch'io (TV)
- 1989 : L'Orchestre rouge : Georgie
- 1990 : Pronto soccorso (feuilleton TV)
- 1990 : Nel giardino delle rose
- 1990 : Jours tranquilles à Clichy : Nys
- 1990 : La Storia spezzata (feuilleton TV) : Chiara
- 1992 : Pronto soccorso 2 (feuilleton TV) : Giovanna
- 1992 : Il Giardino dei ciliegi : Vania
- 1993 : Si, ti voglio bene (feuilleton TV)
- 1993 : La Scalata (feuilleton TV) : Aurelia Zingales
- 1994 : Maniaci sentimentali : Mara
- 1995 : Vörös Colibri : Anna
- 1996 : Herzen im Sturm (TV) : Chiara
- 1996 : La Casa dove abitava Corinne (TV) : Doriana Polis
- 1997 : In fondo al cuore (TV) : Laura Santi
- 1997 : Dove comincia il sole (feuilleton TV) : Elena Amati
- 1998 : Il Commissario Raimondi (feuilleton TV)
- 1998 : A Bedfull of Foreigners : Ursula Dieterman
- 1998 : La Missione (TV)
- 1999 : Torniamo a casa (TV)
- 2000 : Senso di colpa (TV) : Giulia
- 2002 : La Casa dell'angelo (TV) : Carla Mayer
- 2003 : Cinecittà (feuilleton TV)
- 2003 : Babiy Yar : Natalya Lerner
- 2003 : Il pranzo della domenica : Barbara Proietti
- 2004 : Amiche (feuilleton TV) : Betta
- 2004 : La Stagione dei delitti (feuilleton TV) : Anita Sciortino
- 2005 : Un Ciclone in famiglia (feuilleton TV) : Tilly Fumagalli